# District de Bordeaux
Le district de Bordeaux est une ancienne division territoriale française du département de la Gironde de 1790 à 1795.
Il était composé des cantons de Bordeaux, Ambarès, Belin, Blanquefort, Castelnau, Macau, Pessac, Pompignac, Quinsac, Saint-Loubés, Saint Medard d'Ayran et la Teste-de-Buch.